# Campionat del món d'escacs de 1929
El Campionat del món d'escacs de 1929 fou un matx pel campionat del món d'escacs que es va disputar entre l'aspirant Iefim Bogoliúbov d'Alemanya i el campió regnant Aleksandr Alekhin, rus nacionalitzat francès. El matx es va jugar en diferents ciutats d'Alemanya i els Països Baixos. La primera partida va començar el 6 de setembre de 1929, i la darrera el 12 de novembre del mateix any. Alekhin va guanyar el matx 15½ -9½, mantenint la seva condició de campió.
És conegut que el campió va jugar amb Bogoliúbov per evitar un matx de revenja contra el molt més fort excampió mundial José Raúl Capablanca rival a qui havia arrabassat el títol al Campionat del món de 1927.

## Matx
El matx es disputà al millor de 30 partides, amb les victòries comptant 1 punt, els empats ½ punt, i les derrotes 0, i acabaria quan un jugador arribés a 15½ punts i guanyés 6 partides. Els dos objectius s'havien de complir per proclamar-se campió. Si el matx acabés en un empat 15-15, el campió defensor (Alekhin) retindria el títol.

### Quadre de resultats
| Jugador           | 1 | 2 | 3 | 4 | 5 | 6 | 7 | 8 | 9 | 10 | 11 | 12 | 13 | 14 | 15 | 16 | 17 | 18 | 19 | 20 | 21 | 22 | 23 | 24 | 25 | Total (Vic) |
| ----------------- | - | - | - | - | - | - | - | - | - | -- | -- | -- | -- | -- | -- | -- | -- | -- | -- | -- | -- | -- | -- | -- | -- | ----------- |
| Aleksandr Alekhin | 1 | ½ | ½ | 0 | 1 | 0 | 1 | 1 | ½ | 1  | ½  | 1  | 0  | 0  | ½  | 1  | 1  | 0  | 1  | ½  | 1  | 1  | ½  | ½  | ½  | 15½ (11)    |
| Iefim Bogoliúbov  | 0 | ½ | ½ | 1 | 0 | 1 | 0 | 0 | ½ | 0  | ½  | 0  | 1  | 1  | ½  | 0  | 0  | 1  | 0  | ½  | 0  | 0  | ½  | ½  | ½  | 9½ (5)      |